# Восток (Тюменская область)
Восто́к — посёлок в Абатском районе Тюменской области. Относится к Ленинскому сельскому поселению.

## География
Расположен в 50 км к юго-востоку от районного центра села Абатского, в 9 км от села Ленинка, в 1 км от посёлка Лесной. Протяжённость посёлка с севера на юг — около 1 км, с запада на восток — около 900 м.

## История
В 1964 году Указом Президиума ВС РСФСР посёлок фермы № 1 совхоза имени Ленина переименован в Восток.

## Население
| 1989 | 2002 | 2010 |
| ---- | ---- | ---- |
| 278  | ↘185 | ↘67  |

## Архитектура посёлка
Село имеет уличную планировку из 2 перпендикулярных улиц (Центральной и Школьной) и 1 переулка (Восточного):
Улицы посёлка незаасфальтированы. Дома, в основном, деревянные и кирпичные. Все дома — одноэтажные. С обратной стороны домов — огороды.

## Экономика посёлка

### Местное хозяйство
С момента образования посёлка жители занимались различными видами сельскохозяйственной деятельности. Для бытовых нужд в окрестностях села традиционно извлекается глина. Ведётся лесоразработка: заготовка дров для печного отопления, а также древесины для хозяйственных построек.
В частном приусадебном хозяйстве жители в основном заняты огородничеством. Садоводство развивается различными сортами яблони, вишни, малины, смородины, черёмухи, ирги и др.
Охота и рыболовство малопопулярны. Скотоводство представлено выращиванием крупного рогатого скота, овец и свиней. У некоторых хозяев есть лошади. Почти в каждом дворе — домашняя птица: гуси, утки, куры.

### Транспорт
Через Восток проходит автомобильная грунтовая дорога Ленинка — Мирная. Имеется автобусное сообщение до Абатского.
Ближайшая железнодорожная станция — Маслянская Свердловской железной дороги (30 км от Востока). Ближайший пассажирский аэропорт — «Омск-центральный», Омск.

## Здравоохранение
В посёлке действует фельдшерско-акушерский пункт (ФАП).

## Культура и досуг
В селе имеется клуб.

## Галерея

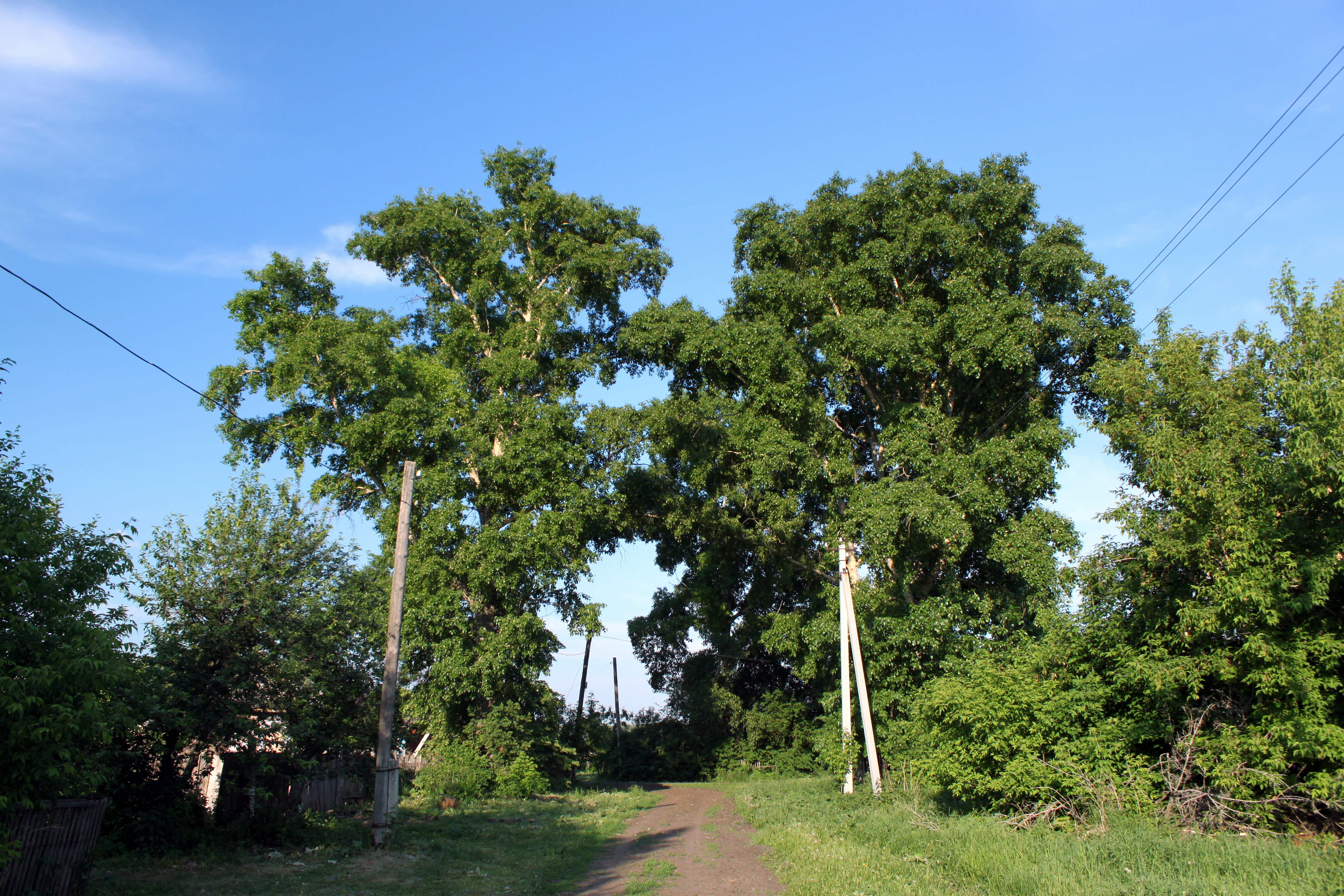
Тополя в Восточном переулке
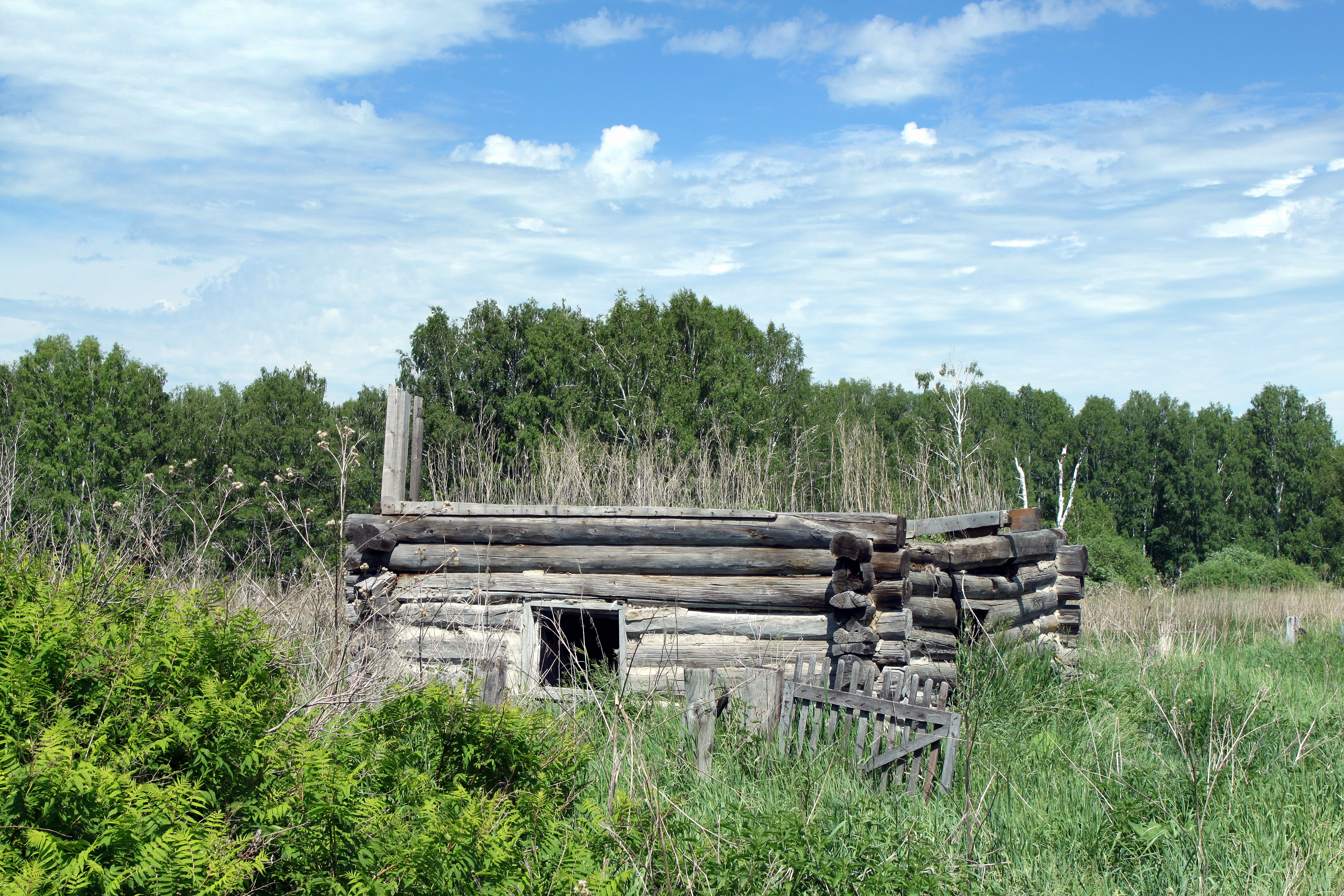
Развалины бани. Бывшая усадьба семьи Беккель
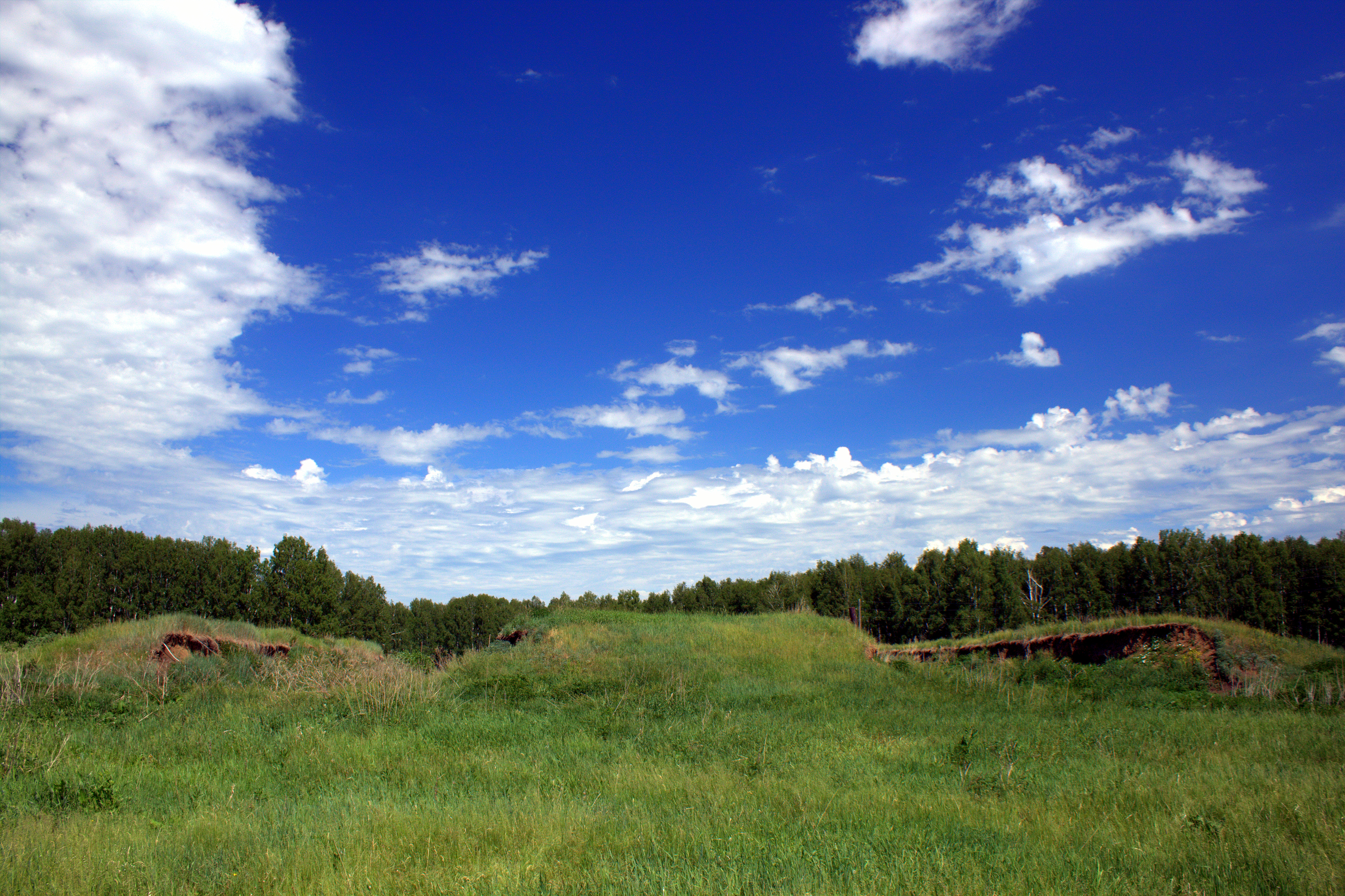
Заброшенные силосные ямы
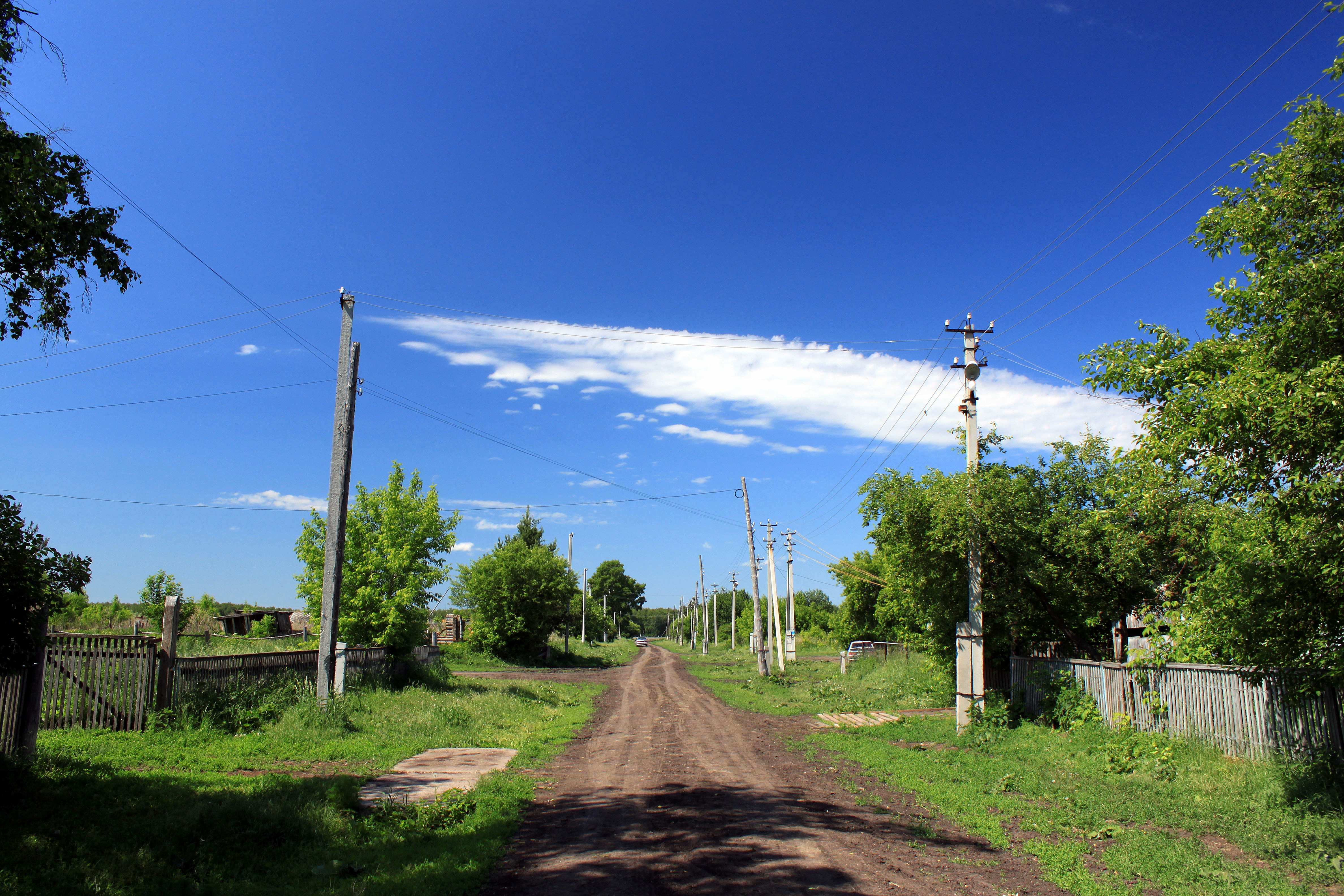
Перекрёсток Центральной улицы и Восточного переулка
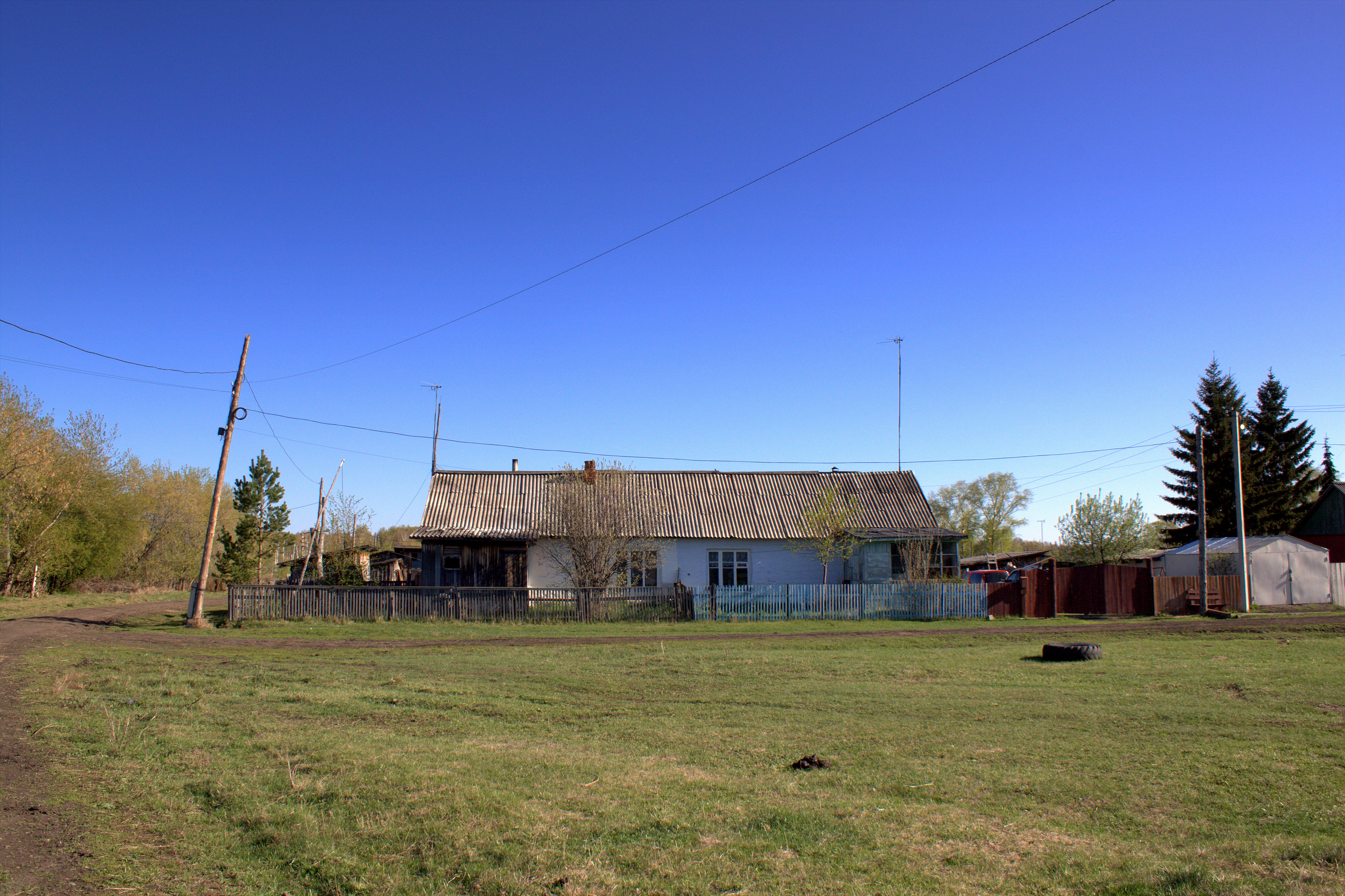
Дом на двух хозяев в Восточном переулке
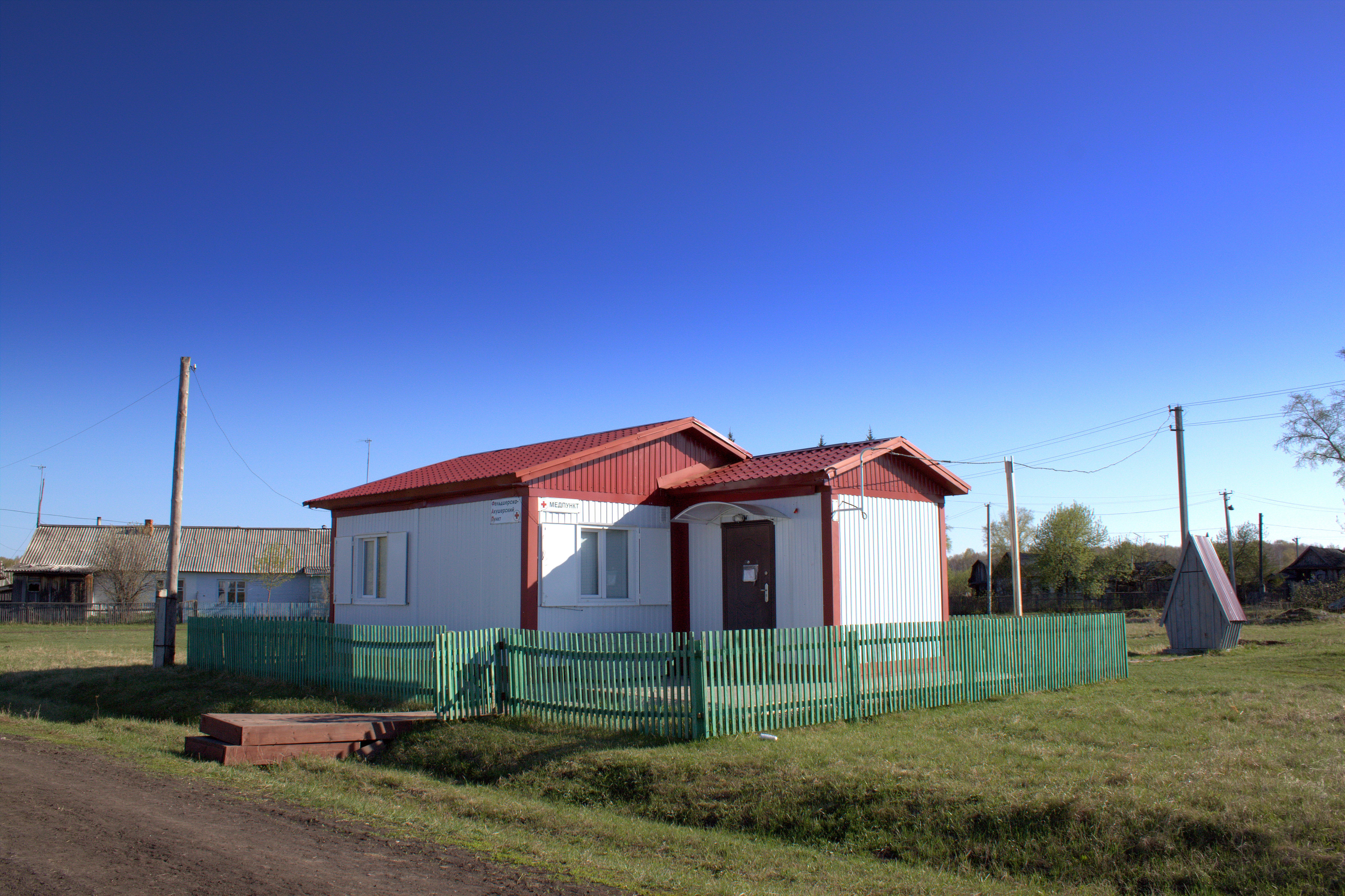
Фельдшерско-акушерский пункт